# Temperaturanomalien der jüngeren Vergangenheit
Diese Liste umfasst die Temperaturanomalien der letzten Jahre, welche die globale Erwärmung dokumentieren.
- Temperaturanomalien im Jahr 2017
- Temperaturanomalien im Jahr 2018
- Temperaturanomalien im Jahr 2019
- Temperaturanomalien im Jahr 2020
- Temperaturanomalien im Jahr 2021
- Temperaturanomalien im Jahr 2022
- Temperaturanomalien im Jahr 2023
- Temperaturanomalien im Jahr 2024
- Temperaturanomalien im Jahr 2025